# Загребин, Алексей Михайлович
Алексей Михайлович Загребин (7 ноября 1975, Кузнецк, Пензенская область, РСФСР, СССР) — российский борец греко-римского стиля. Призёр чемпионата России. Мастер спорта России международного класса.

## Карьера
Греко-римской борьбой занимается с 1983 года. Является победителем и призёром международных соревнований категории «А» в Швеции, Финляндии, России. Бронзовый призёр чемпионата России 1997 в Перми. Серебряный призёр чемпионата России 1998 в Ростове-на-Дону.

## Спортивные результаты
- Чемпионат Европы по борьбе среди молодёжи 1995 — 6;
- Чемпионат мира по борьбе среди военнослужащих 1997 — ;
- Чемпионат России по греко-римской борьбе 1997 — ;
- Чемпионат России по греко-римской борьбе 1998 — ;